# جيوفري ريتشاردسون
جيوفري ريتشاردسون (بالإنجليزية: Geoffrey Richardson)‏ هو عازف قيثارة بريطاني، ولد في 15 يوليو 1950.

## وصلات خارجية
- جيوفري ريتشاردسون على موقع ميوزك برينز (الإنجليزية)
- جيوفري ريتشاردسون على موقع أول ميوزيك (الإنجليزية)
- جيوفري ريتشاردسون على موقع ديسكوغز (الإنجليزية)